# Slivsø
Slivsø eller Slibsø / Slib Sø är Sønderjyllands tredje största insjö. Den er belägen mellan Sønder Vilstrup, Hoptrup (8 km syd om Haderslev) och Diernæs och finns i Haderslev kommun i Danmark. Trakten runt Slivsø består till största delen av jordbruksmark. Sjön torrlades 1957–1959 för att omvandlas till jordbruksmark, men återskapades år 2004 till en kostnad av 23 miljoner kronor.
Det finns 180 fågelarter runt sjön, bland andra havsörn och kungsfågel och betydande bestånd av abborre och gädda. En 3,5 kilometer lång stig går längs sjöns norra strand och den gamla pumpstationen har gjorts om till ett fågeltorn. Slivsø har förbindelse med Diernæs Bugt i Lilla Bält via Hoptrup Å och i delar av sjön kan man färdas med kanot.